# Eckernförder Fayencemanufaktur
Die Eckernförder Fayencemanufaktur war eine von 1759 bis 1780 bestehende Manufaktur für die Herstellung von Fayencen in Eckernförde. 

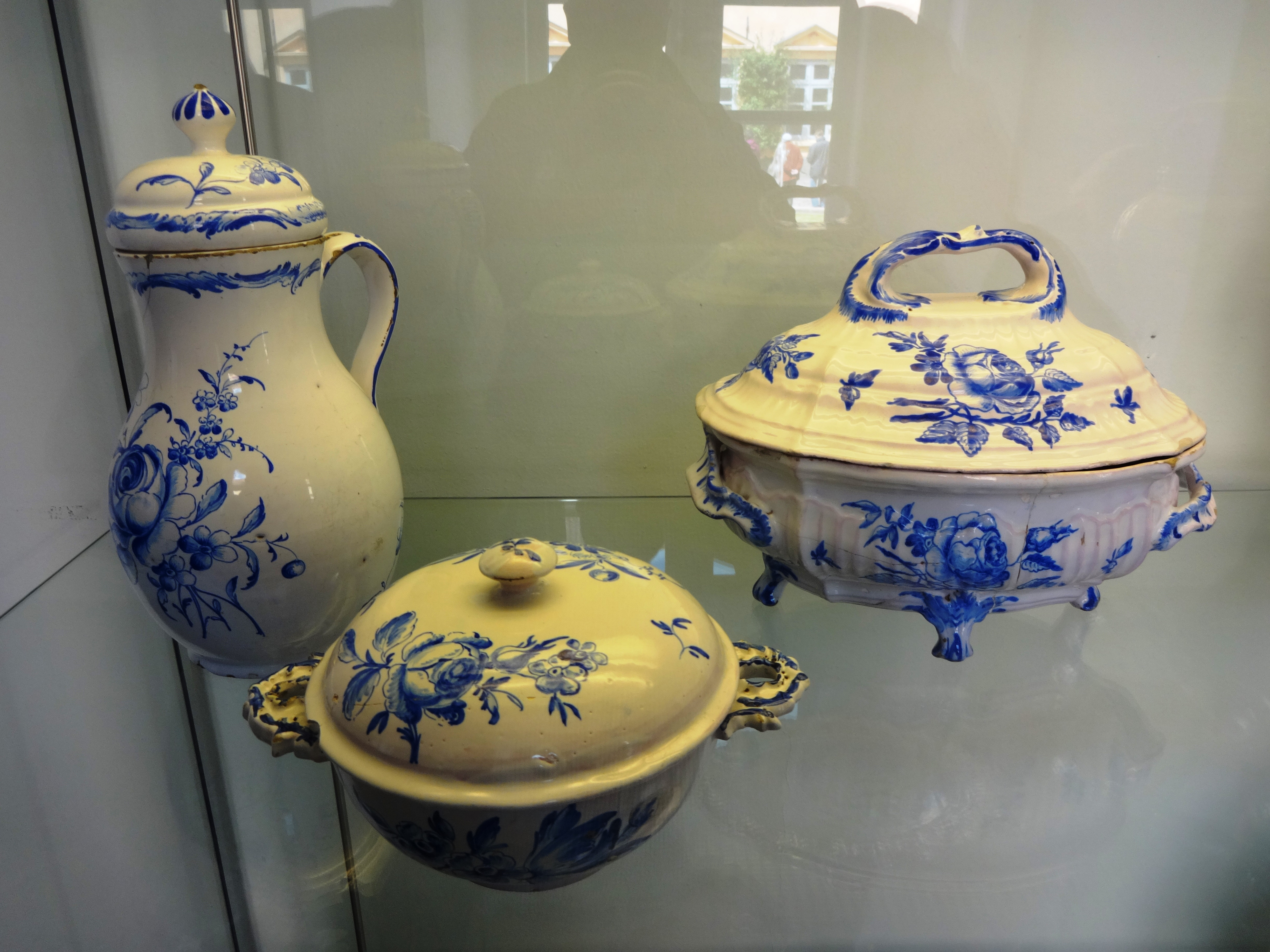
Eckernförder Fayence aus dem 18. Jh., als Dauerleihgabe im Schloss Eutin

## Geschichte

### Criseby / Krieseby
1759 gründete Johann Nikolaus Otte (1714–1780) zusammen mit seinem Bruder, dem Reeder und Bürgermeister Friedrich Wilhelm Otte (1715–1766), die Manufaktur auf seinem Gut Krieseby (damals "Criseby") (weshalb sie für diesen Zeitraum auch als Crisebyer Fayencemanufaktur – bzw. Kriesebyer Fayencemanufaktur – bezeichnet wird).

### Eckernförde

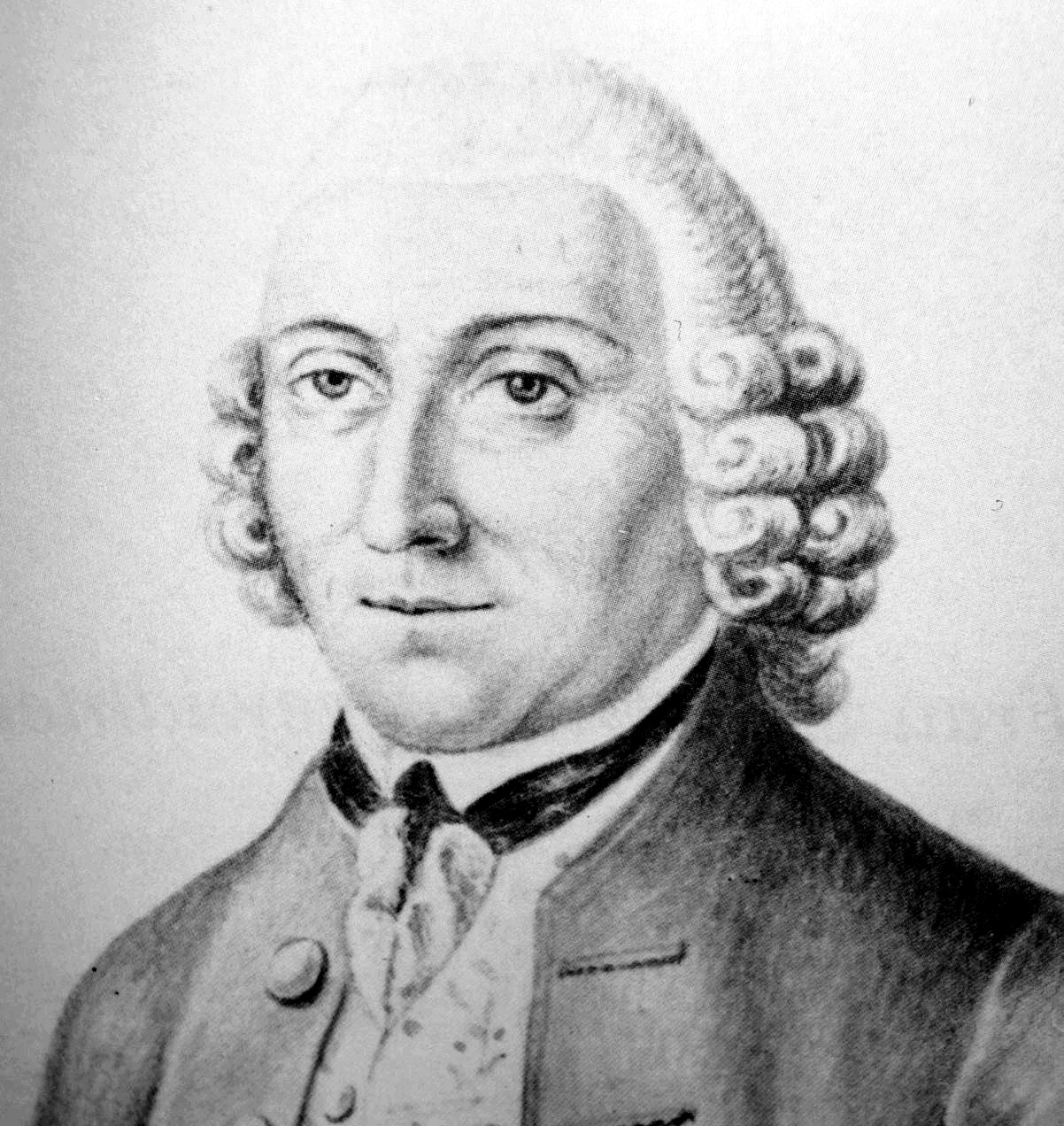
Johann Georg Buchwald (1723–1806) – 1765 bis 1768 Leiter der Manufaktur

1765 erfolgt die Verlegung der Manufaktur nach Eckernförde, wo die Familie Otte bereits weitere Betriebe besaß, – ab diesem Zeitpunkt wird sie als Eckernförder Fayencemanufaktur bezeichnet.
Die in Eckernförde geschaffenen Fayencen erreichen – im Gegensatz zu den in Krieseby entstandenen – eine hohe Qualität (sowohl in der plastischen, als teilweise reich verzierten Ausführung sowie der Bemalung) die zum Teil europäisches Niveau erreichen lassen. Hergestellt wurde unter anderem reich verziertes Geschirr und Tafelaufsätze mit einer aufwendigen kobaltblauen oder mehrfarbiger Bemalung. 
Für die Steigerung der Qualität ursächlich war die 1765 erfolgte Anstellung von Johann Georg Buchwald als Direktor und sehr guter Fayencemaler – beispielsweise von Georg Friedrich Zopff, Abraham Leihammer und Johann Leihammer. 
1768 wechseln Johann Georg Buchwald (und mit ihm zahlreiche Handwerker) in die Kieler Fayencemanufaktur (in Kiel), worauf die Eckernförder Fayencemanufaktur fast die Produktion einstellte. Ab 1771 nahm unter dem neuen Direktor Jahn die Produktion wieder zu, erreichte jedoch nicht die vorherige Qualität. Einige Zeit nach dem Tode des Gründers Johann Nikolaus Otte 1780 schloss die Manufaktur.

## Sonstiges
Die in der Eckernförder Fayencemanufaktur entstandenen Fayencen haben eine Qualität erreicht, die sie für den norddeutschen Raum – die unter Johann Georg Buchwald entstandenen Fayencen darüber hinaus für den europäischen Raum zu Objekten von kunsthistorischer Bedeutung machen. 
Sie finden sich in Museen – unter anderem im Museum für Kunst und Gewerbe in Hamburg, im Museum Eckernförde und im Museumsberg Flensburg.